# 6 Hours of Spa-Francorchamps 2023

Tor Circuit de Spa-Francorchamps

6 Hours of Spa-Francorchamps 2023 (TotalEnergies 6 Hours of Spa-Francorchamps 2023) – długodystansowy wyścig samochodowy, który odbył się 29 kwietnia 2023 roku. Był on trzecią rundą sezonu 2023 serii FIA World Endurance Championship.

## Uczestnicy
Lista startowa została opublikowana 29 marca i zawierała ona 38 zgłoszeń – 13 w klasie Hypercar, 11 w klasie LMP2 oraz 14 w klasie LMGTE Am. Był to pierwszy wyścig Hertz Team JOTA w klasie Hypercar. Zespół Cadillac Racing dodatkowo wystawił auto #3 w ramach przygotowań do Le Mans. Obsadę tego auta stanowili Renger van der Zande, Sébastien Bourdais oraz Jack Aitken.
Juan Manuel Correa, z powodu kolizji kalendarzy z Formułą 2, został zastąpiony w składzie #9 Prema Racing przez Andreę Caldarelliego. Do składów #22 i #23 United Autosports powrócili, odpowiednio, Filipe Albuquerque i Tom Blomqvist po opuszczeniu poprzedniej rundy z powodu konfliktu terminarzy z IMSA SportsCar Championship. Diego Alessi zastąpił Stefano Constantiniego w składzie #21 AF Corse. Franck Mailleux zastąpił Ryana Briscoe w #708 Glickenhaus Racing.
24 kwietnia Paul Dalla Lana zakończył karierę wyścigową ze skutkiem natychmiastowym. Zgłoszenie #98 NorthWest AMR zostało przejęte przez zespół Heart of Racing, który kontynuował ściganie pod szyldem NorthWest AMR z powodów regulaminowych. Nowymi kierowcami #98 NorthWest AMR zostali Ian James, Daniel Mancinelli i Alex Riberas.

## Harmonogram
| Dzień                 | Godzina | Sesja                           | Długość  |
| --------------------- | ------- | ------------------------------- | -------- |
| Czwartek, 27 kwietnia | 11:30   | Pierwsza sesja treningowa       | 90 minut |
| Czwartek, 27 kwietnia | 16:20   | Druga sesja treningowa          | 90 minut |
| Piątek, 28 kwietnia   | 11:00   | Trzecia sesja treningowa        | 60 minut |
| Piątek, 28 kwietnia   | 17:00   | Sesja kwalifikacyjna – LMGTE Am | 15 minut |
| Piątek, 28 kwietnia   | 17:25   | Sesja kwalifikacyjna – LMP2     | 15 minut |
| Piątek, 28 kwietnia   | 17:50   | Sesja kwalifikacyjna – Hypercar | 15 minut |
| Sobota, 29 kwietnia   | 12:45   | Wyścig                          | 6 godzin |
| Źródło                |         |                                 |          |

## Sesje treningowe
| Klasa          | Zespół                 | Samochód            | Czas           | Okr.           |
| Sesja pierwsza | Sesja pierwsza         | Sesja pierwsza      | Sesja pierwsza | Sesja pierwsza |
| -------------- | ---------------------- | ------------------- | -------------- | -------------- |
| Hypercar       | #8 Toyota Gazoo Racing | Toyota GR010 Hybrid | 2:02,982       | 19             |
| LMP2           | #22 United Autosports  | Oreca 07            | 2:07,471       | 27             |
| LMGTE Am       | #57 Kessel Racing      | Ferrari 488 GTE Evo | 2:16,177       | 28             |
| Sesja druga    |                        |                     |                |                |
| Hypercar       | #51 Ferrari AF Corse   | Ferrari 499P        | 2:01,871       | 30             |
| LMP2           | #31 Team WRT           | Oreca 07            | 2:06,108       | 27             |
| LMGTE Am       | #54 AF Corse           | Ferrari 488 GTE Evo | 2:15,736       | 24             |
| Sesja trzecia  |                        |                     |                |                |
| Hypercar       | #7 Toyota Gazoo Racing | Toyota GR010 Hybrid | 2:08,702       | 22             |
| LMP2           | #31 Team WRT           | Oreca 07            | 2:10,268       | 21             |
| LMGTE Am       | #60 Iron Lynx          | Porsche 911 RSR-19  | 2:25,726       | 15             |

## Kwalifikacje
Pole position w każdej kategorii oznaczone jest pogrubieniem.
| Poz.   | Klasa    | Zespół                        | Kierowca            | Czas     | Strata  | Poz. s. |
| ------ | -------- | ----------------------------- | ------------------- | -------- | ------- | ------- |
| 1      | Hypercar | #7 Toyota Gazoo Racing        | Kamui Kobayashi     | 2:00,812 | —       | 1       |
| 2      | Hypercar | #50 Ferrari AF Corse          | Miguel Molina       | 2:00,836 | +0,024  | 2       |
| 3      | Hypercar | #51 Ferrari AF Corse          | Antonio Giovinazzi  | 2:00,973 | +0,161  | 3       |
| 4      | Hypercar | #2 Cadillac Racing            | Earl Bamber         | 2:01,043 | +0,231  | 4       |
| 5      | Hypercar | #3 Cadillac Racing            | Sébastien Bourdais  | 2:02,138 | +1,326  | 5       |
| 6      | Hypercar | #6 Porsche Penske Motorsport  | Kévin Estre         | 2:02,306 | +1,494  | 6       |
| 7      | Hypercar | #38 Hertz Team JOTA           | Will Stevens        | 2:02,907 | +2,095  | 7       |
| 8      | Hypercar | #708 Glickenhaus Racing       | Olivier Pla         | 2:02,960 | +2,148  | 8       |
| 9      | Hypercar | #93 Peugeot TotalEnergies     | Jean-Éric Vergne    | 2:03,217 | +2,405  | 9       |
| 10     | Hypercar | #5 Porsche Penske Motorsport  | Frédéric Makowiecki | 2:03,650 | +2,838  | 10      |
| 11     | Hypercar | #94 Peugeot TotalEnergies     | Gustavo Menezes     | 2:03,879 | +3,067  | 11      |
| 12     | Hypercar | #4 Floyd Vanwall Racing Team  | Tom Dillmann        | 2:04,614 | +3,802  | 12      |
| 13     | LMP2     | #23 United Autosports         | Tom Blomqvist       | 2:05,979 | +5,167  | 13      |
| 14     | LMP2     | #41 Team WRT                  | Louis Delétraz      | 2:06,318 | +5,506  | 14      |
| 15     | LMP2     | #63 Prema Racing              | Daniił Kwiat        | 2:06,506 | +5,694  | 15      |
| 16     | LMP2     | #31 Team WRT                  | Robin Frijns        | 2:06,532 | +5,720  | 16      |
| 17     | LMP2     | #28 JOTA                      | Pietro Fittipaldi   | 2:06,556 | +5,744  | 17      |
| 18     | LMP2     | #9 Prema Racing               | Bent Viscaal        | 2:06,601 | +5,789  | 18      |
| 19     | LMP2     | #22 United Autosports         | Filipe Albuquerque  | 2:06,684 | +5,872  | 19      |
| 20     | LMP2     | #34 Inter Europol Competition | Fabio Scherer       | 2:06,825 | +6,013  | 20      |
| 21     | LMP2     | #10 Vector Sport              | Gabriel Aubry       | 2:07,035 | +6,223  | 21      |
| 22     | LMP2     | #35 Alpine Elf Team           | Olli Caldwell       | 2:07,099 | +6,287  | 22      |
| 23     | LMP2     | #36 Alpine Elf Team           | Charles Milesi      | 2:07,157 | +6,345  | 23      |
| 24     | LMGTE Am | #25 ORT by TF                 | Ahmad Al Harthy     | 2:17,216 | +16,404 | 24      |
| 25     | LMGTE Am | #85 Iron Dames                | Sarah Bovy          | 2:19,150 | +18,338 | 25      |
| 26     | LMGTE Am | #88 Proton Competition        | Ryan Hardwick       | 2:19,481 | +18,669 | 26      |
| 27     | LMGTE Am | #33 Corvette Racing           | Ben Keating         | 2:19,506 | +18,694 | 27      |
| 28     | LMGTE Am | #83 Richard Mille AF Corse    | Luis Perez Companc  | 2:19,723 | +18,911 | 28      |
| 29     | LMGTE Am | #98 Northwest AMR             | Ian James           | 2:19,976 | +19,164 | 29      |
| 30     | LMGTE Am | #54 AF Corse                  | Thomas Flohr        | 2:20,382 | +19,570 | 30      |
| 31     | LMGTE Am | #777 D'Station Racing         | Satoshi Hoshino     | 2:20,507 | +19,695 | 31      |
| 32     | LMGTE Am | #57 Kessel Racing             | Takeshi Kimura      | 2:20,515 | +19,703 | 32      |
| 33     | LMGTE Am | #77 Dempsey – Proton Racing   | Christian Ried      | 2:21,247 | +20,435 | 33      |
| 34     | LMGTE Am | #86 GR Racing                 | Michael Wainwright  | 2:22,469 | +21,657 | 34      |
| 35     | LMGTE Am | #60 Iron Lynx                 | Claudio Schiavoni   | 2:23,097 | +22,285 | 35      |
| 36     | LMGTE Am | #56 Project 1 – AO            | —                   | —        | —       | WYC     |
| 37     | Hypercar | #8 Toyota Gazoo Racing        | —                   | —        | —       | 36      |
| 38     | LMGTE Am | #21 AF Corse                  | —                   | —        | —       | 37      |
| Źródła |          |                               |                     |          |         |         |

1. ↑  Wypadek w sesji kwalifikacyjnej zmusił załogę #56 Project 1 – AO do wycofania się z udziału w wyścigu[15].

## Wyścig

### Wyniki
Minimum do bycia sklasyfikowanym (70 procent dystansu pokonanego przez zwycięzców wyścigu) wyniosło 103 okrążenia. Zwycięzcy klas są oznaczeni pogrubieniem.
| Poz.              | Klasa    | Zespół                        | Kierowcy                                                    | Samochód                 | Opony | Okr. | Czas/Strata  |
| ----------------- | -------- | ----------------------------- | ----------------------------------------------------------- | ------------------------ | ----- | ---- | ------------ |
| 1                 | Hypercar | #7 Toyota Gazoo Racing        | Mike Conway Kamui Kobayashi José María López                | Toyota GR010 Hybrid      | M     | 148  | 6:00:24,798  |
| 2                 | Hypercar | #8 Toyota Gazoo Racing        | Sébastien Buemi Brendon Hartley Ryō Hirakawa                | Toyota GR010 Hybrid      | M     | 148  | +11,637      |
| 3                 | Hypercar | #51 Ferrari AF Corse          | Alessandro Pier Guidi James Calado Antonio Giovinazzi       | Ferrari 499P             | M     | 148  | +1:09,439    |
| 4                 | Hypercar | #5 Porsche Penske Motorsport  | Dane Cameron Michael Christensen Frédéric Makowiecki        | Porsche 963              | M     | 148  | +1:12,264    |
| 5                 | Hypercar | #2 Cadillac Racing            | Earl Bamber Alex Lynn Richard Westbrook                     | Cadillac V-Series.R      | M     | 147  | +1 okrążenie |
| 6                 | Hypercar | #38 Hertz Team JOTA           | António Félix da Costa William Stevens Yifei Ye             | Porsche 963              | M     | 147  | +1 okrążenie |
| 7                 | LMP2     | #41 Team WRT                  | Rui Andrade Robert Kubica Louis Delétraz                    | Oreca 07                 | G     | 146  | +2 okrążenia |
| 8                 | LMP2     | #23 United Autosports         | Joshua Pierson Tom Blomqvist Oliver Jarvis                  | Oreca 07                 | G     | 146  | +2 okrążenia |
| 9                 | LMP2     | #34 Inter Europol Competition | Jakub Śmiechowski Fabio Scherer Albert Costa                | Oreca 07                 | G     | 146  | +2 okrążenia |
| 10                | LMP2     | #9 Prema Racing               | Filip Ugran Bent Viscaal Andrea Caldarelli                  | Oreca 07                 | G     | 146  | +2 okrążenia |
| 11                | LMP2     | #22 United Autosports         | Frederick Lubin Philip Hanson Filipe Albuquerque            | Oreca 07                 | G     | 146  | +2 okrążenia |
| 12                | LMP2     | #31 Team WRT                  | Sean Gelael Ferdinand Habsburg Robin Frijns                 | Oreca 07                 | G     | 146  | +2 okrążenia |
| 13                | Hypercar | #93 Peugeot TotalEnergies     | Paul di Resta Mikkel Jensen Jean-Éric Vergne                | Peugeot 9X8              | M     | 146  | +2 okrążenia |
| 14                | Hypercar | #708 Glickenhaus Racing       | Romain Dumas Olivier Pla Franck Mailleux                    | Glickenhaus 007 LMH      | M     | 146  | +2 okrążenia |
| 15                | LMP2     | #36 Alpine Elf Team           | Matthieu Vaxivière Julien Canal Charles Milesi              | Oreca 07                 | G     | 146  | +2 okrążenia |
| 16                | LMP2     | #35 Alpine Elf Team           | André Negrão Memo Rojas Olli Caldwell                       | Oreca 07                 | G     | 146  | +2 okrążenia |
| 17                | Hypercar | #94 Peugeot TotalEnergies     | Loïc Duval Gustavo Menezes Nico Müller                      | Peugeot 9X8              | M     | 146  | +2 okrążenia |
| 18                | LMP2     | #28 JOTA                      | David Heinemeier-Hansson Pietro Fittipaldi Oliver Rasmussen | Oreca 07                 | G     | 145  | +3 okrążenia |
| 19                | LMP2     | #63 Prema Racing              | Doriane Pin Mirko Bortolotti Daniił Kwiat                   | Oreca 07                 | G     | 144  | +4 okrążenia |
| 20                | LMGTE Am | #83 Richard Mille AF Corse    | Luis Perez Companc Lilou Wadoux Alessio Rovera              | Ferrari 488 GTE Evo      | M     | 140  | +8 okrążeń   |
| 21                | LMGTE Am | #33 Corvette Racing           | Ben Keating Nicolás Varrone Nicky Catsburg                  | Chevrolet Corvette C8.R  | M     | 140  | +8 okrążeń   |
| 22                | LMGTE Am | #25 ORT by TF                 | Ahmad Al Harthy Michael Dinan Charlie Eastwood              | Aston Martin Vantage AMR | M     | 140  | +8 okrążeń   |
| 23                | LMGTE Am | #88 Proton Competition        | Ryan Hardwick Zacharie Robichon Harry Tincknell             | Porsche 911 RSR-19       | M     | 139  | +9 okrążeń   |
| 24                | LMGTE Am | #85 Iron Dames                | Sarah Bovy Michelle Gatting Rahel Frey                      | Porsche 911 RSR-19       | M     | 139  | +9 okrążeń   |
| 25                | LMGTE Am | #21 AF Corse                  | Diego Alessi Simon Mann Ulysse de Pauw                      | Ferrari 488 GTE Evo      | M     | 139  | +9 okrążeń   |
| 26                | LMGTE Am | #98 Northwest AMR             | Ian James Daniel Mancinelli Alex Riberas                    | Aston Martin Vantage AMR | M     | 139  | +9 okrążeń   |
| 27                | LMGTE Am | #57 Kessel Racing             | Takeshi Kimura Scott Huffaker Daniel Serra                  | Ferrari 488 GTE Evo      | M     | 139  | +9 okrążeń   |
| 28                | LMGTE Am | #77 Dempsey – Proton Racing   | Christian Ried Mikkel Pedersen Julien Andlauer              | Porsche 911 RSR-19       | M     | 138  | +10 okrążeń  |
| 29                | LMGTE Am | #777 D'Station Racing         | Satoshi Hoshino Casper Stevenson Tomonobu Fujii             | Aston Martin Vantage AMR | M     | 138  | +10 okrążeń  |
| 30                | LMGTE Am | #60 Iron Lynx                 | Claudio Schiavoni Matteo Cressoni Alessio Picariello        | Porsche 911 RSR-19       | M     | 137  | +11 okrążeń  |
| 31                | LMGTE Am | #86 GR Racing                 | Michael Wainwright Riccardo Pera Benjamin Barker            | Porsche 911 RSR-19       | M     | 136  | +12 okrążeń  |
| Niesklasyfikowani |          |                               |                                                             |                          |       |      |              |
|                   | LMGTE Am | #54 AF Corse                  | Thomas Flohr Francesco Castellacci Davide Rigon             | Ferrari 488 GTE Evo      | M     | 79   |              |
| Nie ukończyli     |          |                               |                                                             |                          |       |      |              |
|                   | Hypercar | #50 Ferrari AF Corse          | Antonio Fuoco Miguel Molina Nicklas Nielsen                 | Ferrari 499P             | M     | 106  |              |
|                   | Hypercar | #4 Floyd Vanwall Racing Team  | Tom Dillmann Esteban Guerrieri Jacques Villeneuve           | Vanwall Vandervell 680   | M     | 80   |              |
|                   | Hypercar | #6 Porsche Penske Motorsport  | Kévin Estre André Lotterer Laurens Vanthoor                 | Porsche 963              | M     | 53   |              |
|                   | Hypercar | #3 Cadillac Racing            | Sébastien Bourdais Renger van der Zande Jack Aitken         | Cadillac V-Series.R      | M     | 40   |              |
|                   | LMP2     | #10 Vector Sport              | Ryan Cullen Matthias Kaiser Gabriel Aubry                   | Oreca 07                 | G     | 14   |              |

1. ↑  Załoga #7 Toyota Gazoo Racing została ukarana za wyprzedzenie auta #8 Toyota Gazoo Racing poza torem i nieoddanie pozycji. Karę doliczenia 5 sekund do następnego postoju zamieniono na doliczenie 5 sekund do czasu, w którym załoga pokonała wyścig[17].
2. ↑  Załoga #93 Peugeot TotalEnergies została ukarana za opuszczenie stanowiska postojowego gdy mechanik wciąż znajdował się w strefie pracy nad samochodem. Karę doliczenia 5 sekund do następnego postoju zamieniono na doliczenie 5 sekund do czasu, w którym załoga pokonała wyścig[18].
3. ↑  Załoga #777 D'Station Racing została ukarana za niespełnienie minimalnego czasu jazdy przez Caspra Stevensona. Stevenson przejechał 1:43:42,451 a wymagane było 1:45:00. Brakujące 1:17,549 zostało doliczone do czasu, w którym załoga pokonała wyścig[19].

### Statystyki

#### Najszybsze okrążenie
| Klasa    | Kierowca        | Zespół                     | Czas     | Okr. |
| -------- | --------------- | -------------------------- | -------- | ---- |
| Hypercar | Kamui Kobayashi | #7 Toyota Gazoo Racing     | 2:02,327 | 128  |
| LMP2     | Charles Milesi  | #36 Alpine Elf Team        | 2:06,732 | 115  |
| LMGTE Am | Alessio Rovera  | #83 Richard Mille AF Corse | 2:14.829 | 95   |
| Źródło   |                 |                            |          |      |